# Камінський Яків Зельманович
Камінський Яків Зельманович (18 грудня 1891, м. Миколаїв -?) — діяч органів державної безпеки, тимчасовий виконувач обов'язків начальника Секретно-політичного відділу (СПО) ГПУ УРСР (1937). Включений СБУ в список організаторів Голодомору.

## Біографія
Учасник революційного руху з 1912, в 1912–1919 член партії анархістів. До революції 1917 брав участь у діяльності підпільних анархічних груп України, в 1918–1919 боровся проти німецько-австрійських інтервентів і білих режимів в Миколаєві, перебуваючи в підпіллі. Поступово зближується з більшовиками, в 1920 вступив до КП(б)У.
З березня по травень 1919 завідувач банком Херсонського губернського комунального відділу. З 1919 в РСЧА. З 1919 до 1920 в полоні у загоні Н. І. Махно. З 1920 до 1921 знову в РККА. З 1921 до 1924 в ВЧК — ГПУ Миколаєва, Одеси, Києва. У квітні 1924 помічник начальника Кам'янець-Подільського прикордонного загону з оперативної частини. Потім до 7 вересня 1926 начальник Тульчинського окружного відділу ГПУ. З 7 вересня 1926 до 22 січня 1930 начальник Проскурівського окружного відділу ГПУ. З 26 січня до 5 вересня 1930 начальник Коростенського окружного відділу ГПУ. З вересня 1930 до березня 1931 помічник начальника Одеського оперативного сектору ГПУ. З березня по жовтень 1931 начальник Особливого відділу, помічник начальника Дніпропетровського оперативного сектора ГПУ. З жовтня 1931 до 1932 помічник начальника Київського оперативного сектора ГПУ. З травня 1932 до лютого 1933 заступник начальника Київського обласного відділу ДПУ. З лютого 1933 до серпня 1934 заступник начальника Одеського обласного відділу ДПУ — Управління НКВС по Одеській області. З серпня 1934 до березня 1937 заступник начальника Управління НКВС по Харківській області. З 17 березня 1937 заступник начальника, з 18 липня 1937 тимчасовий виконувач обов'язків начальника, потім з листопада 1937 знову заступник начальника Управління РКМ НКВД УРСР.
Заарештовано 9 березня 1938, за рішенням Особливої наради при НКВД СРСР від 23 листопада 1939 засуджений до позбавлення волі строком на 10 років. З квітня 1940 відбував покарання в Східно-Уральському таборі НКВС СРСР. Звільнений 24 березня 1947. З осені 1947 працював ливарником на заводі в Краснодарі. Повторно заарештований 26 січня 1949 і за рішенням Особливої наради при МДБ СРСР висланий на поселення в Красноярський край. Відповідно до наказу МВС СРСР від 25 квітня 1956 формулювання наказу НКВС СРСР від 28 березня 1938 про звільнення у зв'язку з арештом була змінена на: звільнений з органів МВС у відставку через хворобу з 28 серпня 1954 року в званні полковника міліції. Реабілітований 12 липня 1957.
Включений СБУ в список організаторів Голодомору.